# Juan Antonio de Iza Zamácola
Juan Antonio [de Iza] Zamácola y Ocerín (Anteiglesia de Dima, Vizcaya, 27 de diciembre de 1756-Madrid, 24 de marzo de 1826) escritor ilustrado y afrancesado, periodista, historiador, jurista y folclorista español, pariente del poeta suicida José de Iza Zamácola. Usó los pseudónimos de "Don Preciso", "El Bachiller Tocamala", "El Extravagantísimo" y "Simeón de Errotacoechecojaunarensemearena".[cita requerida]

## Biografía
Perteneciente a una poderosa familia de la nobleza rural vizcaína, fue hermano de Simón Bernardo de Zamácola (autor del polémico proyecto del Puerto de la Paz en Abando, que dio motivo al motín de 1804 conocido como Zamacolada), y también de Santiago, Bernardo, Ramona y un sacerdote que marchó a Chile. Renunció a su primer apelido, Iza; hizo sus primeros estudios en Cigoitia (Álava) con abundante instrucción sobre derecho, lengua y folklore vascos, a que desde muy joven fue aficionado; fue un excelente guitarrista y cantor, dotado de grandes aptitudes para la danza y el baile, folclorista y poeta, escribano y jurista, filólogo e historiador.
En 1775 marcha a Madrid para preparar una plaza de escribano, que consiguió en 1785. En 1790 contrae matrimonio en Dima; al estallar la Guerra contra la Convención fue Regidor del Señorío y le nombraron capitán de Tercios. Al acabar la guerra vuelve a Madrid, donde trabaja como escribano real de la Corte y del Juzgado de Imprentas y Librerías del Reino. Allí colabora en prensa periódica en El Diario de Madrid con pseudónimos tales como "Don Preciso", "el bachiller Tocamala", "el Extravagantísimo" y "Simeón de Errotacoechecojaunarensemearena". Publicó El libro de moda en la feria, Madrid, 1795, en colaboración con fray Juan Fernández de Rojas, "Liseno". Es autor del libro satírico Elementos de la ciencia contradanzaria para que los currutacos, pirracas y madamitas de nuevo cuño aprendan por principios a bailar las contradanzas por sí solos o con las sillas de su casa (1796) y de una Colección de las mejores seguidillas, tiranas y polos que se han compuesto para cantar a la guitarra (1799 y 1803), por la cual se le considera el primer recopilador de cantes populares españoles; esta última obra, en dos volúmenes, tuvo algunos tropiezos con la Inquisición. Justifica su edición por

El deseo (...) de restablecer en España la música nacional, y de apartar quanto sea posible de nuestra vista la italiana, que no puede producir otro defecto que el de debilitar y afeminar nuestro carácter.

Viene después un interesante y encendido elogio de la poesía popular, a la vez que una burla de la casi siempre insufrible poesía dieciochesca:

Estas coplas son, propiamente hablando, nuestra poesía lírica, puesto que es la única que se canta y puede cantarse. (Y no) se ha de dar ese nombre a esas grandes odas, canciones y sonetos, y otras mil zarandajas. (...) Y quizá por esto quando veo aquellas canciones de a palmo, se me cae el libro de las manos, y si me empeño en leerlas, se me abre tantísima boca, y me entra letargo.

Se trata de dos volúmenes, y el segundo salió en 1803 a causa del éxito que tuvo el primero, y se amplió en 1805 y siguió reimprimiéndose. En Madrid ve impotente como su hermano cae en la locura. El 29 de febrero de 1804 solicitó permiso para publicar un periódico, Centinela de las costumbres, pero cuando ya había pasado varias censuras salió un decreto el 30 de abril que prohibía nuevos periódicos. Zamácola reclamó el 1 de mayo sin resultados. Publicó Tribunales de España. Práctica de los juzgados del Reino, Madrid, 1806. Fue comisario de policía afrancesado de Madrid el 18 de febrero de 1809, además de escribano principal del Tribunal Civil de la Corte de España, secretario general del Timbre, notario de los Reinos, todos ellos cargos josefinos, fuera de haber recibido de manos de José Bonaparte la Real Orden de España, por lo que tuvo que marchar al exilio en 1814, estableciéndose en el depósito de Auch con el canónigo, también emigrado, Pedro Estala, a quien vio morir. Fallece también su esposa Mariana Villar y escribe una Historia de las naciones bascas de una y otra parte del Pirineo Septentrional y costas del mar Cantábrico (Auch, 1818, tres vols.), alegato casticista a favor de los fueros vascos y de las antiguas costumbres de España en respuesta los ataques de Juan Antonio Llorente a los primeros. Con ello contribuyó a la creación de una conciencia histórica nacionalista en el País Vasco, pues fue el segundo, tras Oihenart, en abordar la historia de los vascos como un conjunto étnico, independientemente del estado al que pertenezcan: recoge y asume con meticulosidad los mitologemas vascos elaborados desde el siglo XVI: la igualdad primitiva, el vascoiberismo, el cantabrismo, el hidalguismo, el cristianismo primitivo etc. y otorga, como amigo de Pedro Pablo Astarloa, a la lengua vasca el rango de idioma paradisíaco dotado de todas las perfecciones. El plan de la obra quedó incompleto: faltan Bearn, el ducado de Gascuña y el de Aquitania. Regresó a Bilbao en 1820, poco después de establecerse el régimen constitucional, desarrollando una gran actividad como periodista. Publicó El Despertador (Bilbao, 1821-1822), de tendencia afrancesada y moderada, en colaboración con Luis de Astigarraga. Aparece responsable del número 3 de El Conciliador (Madrid, 1822). Todavía publicó Perfecciones analíticas de la lengua bascongada, (Bilbao, 1822), libro que se funda en Pablo Pedro Astarloa. Parece ser que fue padre del escritor de temas vascos Antonio de Iza Zamácola y tal vez del malogrado poeta José de Iza Zamácola. Señala en su Historia que tenía entre manos dos obras (Viajes y trabajos de un refugiado español por el Mediodía de la Francia y Don Preciso en Francia), pero no han llegado a nuestros días.
Marcelino Menéndez Pelayo (Historia de las Ideas Estéticas en España, III, Madrid, C.S.I.C., 1974, págs. 579-581) calificó a Zamácola de "hispanófilo" y también se ocupó de él Julio Caro Baroja en "Los Majos", Cuadernos Hispanoamericanos, Madrid, n.º 299, 1975, pág. 303. "Don Preciso" profesó gran cariño a los cantos y bailes regionales que denominó música nacional, adelantándose en cien años a los críticos modernos. Se muestra sin embargo crítico con el flamenco, pese a que la suya es la primera colección de coplas de la que puede decirse que corresponde a lo que se cantaba a finales del siglo XVIII y que coincide con lo que se cantó más adelante como peteneras, soleares y carceleras.

## Obras
- El libro de moda en la feria, Madrid, 1795, en colaboración con fray Juan Fernández de Rojas.
- Colección de las mejores seguidillas, tiranas y polos que se han compuesto para cantar a la guitarra (1799 y 1803), tercera edición ampliada en Madrid: Hija de Joaquín Ibarra, 1805. El 7 de agosto de 1799 se anunció en el Diario de Madrid la publicación y venta del primer tomo de la Colección de las mejores coplas. El 24 de julio de 1800 se anuncia en el mismo periódico para su venta la segunda edición de este primer tomo. En los Diarios del 15 de junio y 25 de septiembre de 1801 y 19 de agosto de 1802 se comunica al público que se está imprimiendo el segundo tomo y que se publicará a la mayor brevedad, como lo fue al fin de este último año en Madrid, en la Oficina de Eusebio Álvarez. Según el mismo Diario del 17 de enero de 1805, en dos tomos se vuelve a mencionar "tercera edición, corregida y aumentada...", por la Hija de Don Joaquín Ibarra; Palau en el mismo año recoge otra en Barcelona, por Agustín Roca. La quinta lo fue también en Madrid, en la imprenta de Repullés, en 1816, en dos tomos. Palau piensa que existe aún la sexta de 1836 y la séptima de 1869 (está calcada de la quinta y con el colofón de 1816) Hay reimpresión facsimilar (Córdoba: Ediciones Demófilo, 1982).
- Elementos de la ciencia contradanzaria para que los currutacos, pirracas y madamitas de nuevo cuño aprendan por principios a bailar las contradanzas por sí solos o con las sillas de su casa Madrid, Viuda de Joseph García, 1796.
- Tribunales de España. Práctica de los juzgados del Reino, Madrid, 1806.
- Historia de las naciones bascas de una y otra parte del Pirineo Septentrional y costas del mar Cantábrico, desde sus primeros pobladores hasta nuestros días. Con la descripción, carácter, fueros, usos, costumbres y leyes de cada uno de los estados Bascos que hoy existen. Dividida en varias épocas (Auch, 1818, tres vols.).
- Perfecciones analíticas de la lengua bascongada. A imitación del sistema adoptado por el célebre idiologista D. Pablo Pedro de Astarloa en sus admirables Discursos filosóficos sobre la primitiva lengua Bilbao, 1822.